# Exobasidiales
Os Exobasidiales são uma ordem de fungos na classe Exobasidiomycetes.A ordem consiste em quatro famílias , bem como um gênero, Cladosterigma, não atribuído a qualquer família.